# La nueva ola (álbum)
La nueva ola es el segundo EP del cantante de reguetón Dalex. Se lanzó el 4 de octubre de 2018, por Rich Music. Se publicó como una antesala a su álbum de estudio Climaxxx, el cual fue liberado al siguiente año.
Cuenta con el sencillo «Pa' mi» junto a Rafa Pabón, posteriormente se le realizaría una remezcla junto a Khea, Sech, Feid, Cazzu y Lenny Tavárez. Para este extended play, colaboró junto a colegas de su mismo género musical como Rauw Alejandro, Justin Quiles, Sech, Lyanno, Alex Rose, entre otros.

## Lista de canciones
| N.º   | Título                                                         | Duración |  |
| 1.    | «Pa' mí» (con Rafa Pabón)                                      | 3:30     |  |
| 2.    | «Vuelva a ver» (con Lyanno)                                    | 3:09     |  |
| 3.    | «Victoria» (con Sech)                                          | 3:35     |  |
| 4.    | «Por ti» (con Rauw Alejandro)                                  | 3:14     |  |
| 5.    | «Na, na, na» (con Alex Rose, Chris Marshall, Gigolo & La Exce) | 3:27     |  |
| 6.    | «Lucete» (con Justin Quiles)                                   | 3:10     |  |
| 20:07 |                                                                |          |  |